# 日本紫灰蝶
日本紫灰蝶（学名：Arhopala japonica），又名紫小灰蝶，为灰蝶科嬈灰蝶屬下的一个种。

## 描述
中型灰蝶，具明顯雌雄二型性。體背褐色，腹部白色。雄蝶頭頂具雙脊狀鱗片，額有毛束，複眼具模糊白緣，觸角褐色帶白環。下唇鬚前伸末端下彎，由白轉褐。前足跗節癒合，末端鈍。前翅長17-21 mm，略寬，翅頂略突；後翅圓，CuA2脈末端常具短尾突。
翅背面黑褐色，具大片藍紫或金屬光澤紫色斑塊，雄蝶斑塊較大且延至前緣；雌蝶色調較亮，斑塊範圍較窄。翅腹面淺褐色，具中央斑帶與褐色縱帶，前翅中央斑帶褐色，後翅則較靠內且連續。兩翅內側具雙列斑點，亞外緣有深淺色交錯的波狀紋。緣毛褐色。

## 分佈
分布於朝鮮半島南部、日本及臺灣。在臺灣主要見於本島平地至中海拔地區。

## 棲地
棲息於常綠闊葉林，一年多代。成蝶飛行敏捷，不愛訪花，喜吸食動物糞便與樹液，並以成蟲越冬。幼蟲以殼斗科青剛櫟、赤皮青岡、毽子櫟、狹葉櫟、捲斗櫟等植物的新芽與幼葉為食。